# Adam Beyer
Adam Thomas Beyer (Estocolmo; 15 de mayo de 1976) es un DJ, remezclador y productor discográfico sueco de música techno. Es el fundador del sello discográfico Drumcode Records y es uno de varios artistas techno que surgieron a mediados de los noventa, junto con Cari Lekebusch y Jesper Dahlbäck. Beyer está casado con su compañera sueca, la DJ Ida Engberg, con quien tiene tres hijas.

## Como DJ
Adam Beyer es considerado uno de los mejores artistas techno. Su sello discográfico posee a los artistas más relevantes del mundo en este género. Residente en su ciudad de origen, Estocolmo, ha generado uno de los legados más consistentes y cuidadosamente construidos para emerger de Europa y tener influencia en todos los continentes. Desde los main stages de festivales y los pisos de clubes más codiciados, así como las listas de Beatport, el legado musical extendido de Beyer se siente en todos los ámbitos.
Fue seleccionado como el 4° mejor artista Techno y House del mundo en 2018 en su Top 100 DJ de géneros alternativos por la conocida revista DJ Mag.

## Drumcode
Al frente de la carrera de Adam Beyer se encuentra una marca que ha llevado el techno a niveles verdaderamente globales. Celebrando su vigésimo tercer aniversario en 2019, la filosofía de Drumcode de lanzar música siempre con el DJ en mente ha permitido al sello expandirse a una marca que lo abarca todo, una que ahora anuncia tanto una identidad musical como una actitud entre la comunidad underground. 
Brindando una oportunidad única para que Beyer renueve lo que actualmente se ve como la próxima generación de talentos, la expansión de Drumcode a noches exclusivas de la misma en todo el mundo, ha hecho de ésta una de las marcas mejor extendidas del techno moderno, con su programa de radio propio que cada vez toma más vuelo con transmisiones en más de 53 países diferentes. 
Su sonido ha sido imitado, su durabilidad ha sido probada por las cambiantes tendencias de la industria de la música, pero el pico continuo de Drumcode es un testimonio de una marca que se ha atrevido a recorrer el camino largo en el nombre de convertirse en una potencia musical sostenible y consistente.

## EP, Mezclas y sencillos
- Fabric 22 (2005)
- Fuse Presents Adam Beyer (2008)
- "London", (2009)
- "No Rain" (2011)
- "Flap" (2012)
- "Eye Contact" (2012)
- "Unanswered Question" (con Ida Engberg) (2013)
- "Teach Me" (2014)
- "Capsule" (con Pig&Dan) (2017)
- "Space Date" (con Layton Giordani & Green Velvet) (2018)
- "Your Mind" (con Bart Skils) (2018)